# Kendall Gill
Kendall Gill (Chicago, 25 de maio de 1968) é um ex-jogador norte-americano de basquete profissional que atuou na  National Basketball Association (NBA). Foi o número 5 do Draft de 1990.